# Theyab Awana
Theyab Awana Ahmed Hussein Al Musabi (Abu Dhabi, 6 de julho de 1990 - Abu Dhabi, 25 de setembro de 2011), comumente conhecido como Theyab Awana ou Dhiab Awana, foi um jogador de futebol que jogou pelo Baniyas.
Participou da Seleção Emiratense de Futebol, onde ficou famoso quando cobrou um penalti de calcanhar, sendo repreendido inclusive pelo técnico Srečko Katanec.
Morreu em 2011 em um acidente de trânsito.